# The Drop
The Drop (también conocida como La entrega en España; El depósito en Hispanoamérica) es una película criminal estadounidense de 2014 dirigida por Michaël R. Roskam y distribuida por Fox Searchlight Pictures. Escrita por Dennis Lehane, basada en el relato de "Animal Rescue" incluido en el libro Boston Noir (2009) de Lehane. 
La historia sigue a Bob Saginowski, un barman que se ve envuelto en una investigación después de que roban el bar dirigido por la mafia donde trabaja. Está protagonizada por Tom Hardy, Noomi Rapace, James Gandolfini (en su último papel cinematográfico) y Matthias Schoenaerts.
La película fue producida por TSG Entertainment y Chernin Entertainment. Fue proyectada en el Festival Internacional de Cine de Toronto y se estrenó en cines el 12 de septiembre de 2014. Recaudó $ 4.1 millones durante su primer fin de semana y $ 18.7 millones en todo el mundo, con un presupuesto de $ 12.6 millones.
Lehane también adaptó el guion en una novela homónima, editada en español por Ediciones Salamandra.

## Argumento
Bob Saginowski (Tom Hardy) es un barman en un bar de barrio en Brooklyn. Marvin Stipler (James Gandolfini) cedió la propiedad del bar años antes a los mafiosos chechenos y ahora lo gestiona con Bob. De camino a casa, Bob encuentra un cachorro de pitbull maltratado abandonado en un cubo de basura. Mientras lo rescata, conoce a Nadia (Noomi Rapace) y Bob deja al perro a su cuidado hasta que pueda decidir si lo adopta.
Cuando dos hombres armados enmascarados roban el bar, Marv está molesto porque Bob le dijo al detective investigador Torres (John Ortiz) que uno de los hombres armado llevaba un reloj roto. Torres ha visto a Bob antes en la iglesia a la que ambos han asistido regularmente durante algún tiempo. El matón checheno Chovka (Michael Aronov) luego amenaza a Marv y Bob y les dice que deben compensar el dinero robado. Más tarde, Marv se encuentra con uno de los perpetradores, Fitz (James Frecheville), y le revela que él orquestó el robo. 
Bob decide quedarse con el perro y lo llama Rocco, mientras se une a Nadia, quien acepta cuidar al perro cada vez que Bob atiende la barra. 

## Reparto
- Tom Hardy como Bob Saginowski.
- Noomi Rapace como Nadia.
- James Gandolfini como Primo Marv.
- Matthias Schoenaerts como Eric Deeds.
- John Ortiz como Detective Torres.
- Elizabeth Rodríguez como Detective Romsey.
- Michael Aronov como Chovka.
- Morgan Spector como Andre.
- Michael Esper como Rardy.
- Ross Bickell como Padre Regan.
- James Frecheville como Fitz.
- Tobias Segal como Bri.
- Patricia Squire como Millie.
- Ann Dowd como Dottie.
- Chris Sullivan como Jimmy.

## Recepción

### Taquilla
Se estrenó en 809 cines en América del Norte y recaudó 4,104,552 USD. Luego obtuvo 10,724,389 USD en Estados Unidos y 4,530,826 USD internacionalmente para amasar un total de 15,255,215 USD.

### Críticas
La película obtuvo críticas positivas de los críticos, tiene un 89 % en Rotten Tomatoes basado en 153 críticas con un puntaje de 7,1 sobre 10. En Metacritic tiene un puntaje de 68 sobre 100.
Se han elogiado las actuaciones de Tom Hardy y James Gandolfini.